# Irv Gotti
Irving Domingo Lorenzo, Jr., bättre känd som Irv Gotti, född 26 juni 1970 i Queens i New York, död 5 februari 2025 i New York, var en amerikansk hiphop- och R&B-producent. Han var också grundare till The Inc. Records och ansvarig för en rad hitlåtar under början av 2000-talet. Bland annat producerade han "I'm Real (Murder Remix)", "Ain't It Funny (Murder Remix)" (sjungna av Jennifer Lopez), "Foolish" och "Happy" (sjungna av Ashanti) och "Holla Holla" av rapparen Ja Rule.
Han arbetade även med Jay-Z, Toni Braxton och DMX.